# جان انیستون
جان انیستون (به انگلیسی: John Aniston) (زادهٔ ۲۴ ژوئیهٔ ۱۹۳۳ – درگذشتهٔ ۱۱ نوامبر ۲۰۲۲) بازیگر یونانی-آمریکایی بود. وی پدر جنیفر انیستون بود. از فیلم‌ها و سریال‌هایی که وی بازی کرده می‌توان به مد من، بال غربی، گرگ آسمان و عشق با غریبه مطلوب اشاره کرد.